# Phyllis Nagy
Pour les articles homonymes, voir Nagy.
Phyllis Nagy, née le 7 novembre 1962 à New York (États-Unis), est une réalisatrice, scénariste et dramaturge américaine.
En 2006, Nagy est nommée pour le Primetime Emmy Award pour le scénario et la réalisation de Mrs. Harris (2005), ses débuts à l'écran. En 2016, Nagy reçoit une nomination aux Oscars, parmi de nombreuses autres distinctions, pour le meilleur scénario adapté pour le film Carol (2015).

## Biographie
Phyllis Nagy nait à New York et déménage à Londres en 1992, où sa carrière d'écrivain dramatique commence sérieusement au Royal Court Theatre sous la direction artistique de Stephen Daldry pour qui elle est écrivaine en résidence de la Royal Court au milieu des années 1990.
Les pièces de Nagy sont jouées dans de nombreux pays et comprennent Weldon Rising, d'abord produite par le Royal Court Theatre en association avec le Liverpool Playhouse en 1992 ; Butterfly Kiss, produite pour la première fois par la compagnie du théâtre Almeida en 1994 ; The Scarlet Letter, une adaptation du roman classique de Nathaniel Hawthorne, commandée et produite pour la première fois par le Denver Center Theatre en 1994 ; Trip's Cinch, commandée et produite pour la première fois par l'Actors Theatre of Louisville en 1994 et créée au Royaume-Uni en 2002 ; The Strip, commandée et produite pour la première fois par le Royal Court Theatre en 1995 et Disappeared, co-lauréat du Mobil International Playwriting Prize en 1992 et du Susan Smith Blackburn Prize en 1995. Disappear est créée au Royal Court en 1995 dans une production dirigée par l'auteur qui ensuite fait une tournée au Royaume-Uni avant d'être jouée à Londres au Royal Court Theatre. La pièce remporte le prix Writers' Guild of Great Britain pour la meilleure pièce régionale et le prix Eileen Anderson /Central Television pour la meilleure pièce. En février 1999, Disappeared est présentée à la Steppenwolf Theatre Company, Chicago par RoadWorks Productions.
Les pièces suivantes sont Never Land, créée au Royal Court Theatre en janvier 1998, en coproduction avec The Foundry et Monsieur Ripley (The Talented Mr. Ripley), adaptée du roman de Patricia Highsmith qui est créée au Watford Palace Theatre en octobre 1998, et plus tard produite par la Melbourne Theatre Company en février 1999. Sa version de La Mouette d'Anton Tchekhov est produite au Chichester Festival Theatre à l'été 2003. En 2005, Nagy dirige une production de La Lettre écarlate (The Scarlet Letter) au même endroit.
Nagy écrit le scénario de Carol, une adaptation du roman de 1952 de Patricia Highsmith Le Prix du sel. Nagy, qui était une amie de Highsmith, écrit le premier brouillon du script en 1997,,.

## Filmographie partielle
Comme réalisatrice
- 2005 : Mrs. Harris  (téléfilm)
- 2022 : Call Jane

Comme scénariste
- 2005 : Mrs. Harris  (téléfilm)
- 2015 : Carol

## Distinctions
Nagy est nommée aux Primetime Emmy Awards pour l'écriture et la réalisation de Mrs. Harris (2006), ses débuts à l'écran. Le film met en vedette Ben Kingsley et Annette Bening (tous deux également nommés aux Emmy Awards) et remporte un total de douze nominations aux Primetime Emmy Awards, trois nominations aux Golden Globe Awards et trois nominations aux Screen Actors Guild Awards. Nagy remporte un certain nombre de prix pour son écriture et sa mise en scène de Mrs. Harris, dont un PEN Center USA West Award pour son jeu télévisé et un Gracie Allen Award pour le meilleur réalisateur. En 2015, Nagy reçoit de nombreux prix et nominations pour son travail sur Carol, dont un New York Film Critics Circle Award pour le meilleur scénario et nommée pour l'Oscar du meilleur scénario adapté, l'Independent Spirit Award du meilleur scénario et des écrivains. Guild of America Award du meilleur scénario adapté ,,.
En 2016, le British Film Institute nomme Carol le meilleur film LGBT de tous les temps, tel que voté par plus de 100 experts du cinéma, y compris des critiques, des cinéastes, des conservateurs, des universitaires et des programmeurs, dans un sondage couvrant plus de 80 ans de cinéma,.